# Roderick S. Bucknell
Roderick S. Bucknell, né en 1937, est un universitaire australien spécialiste du bouddhisme Theravada et du bouddhisme pré-sectaire.
Après avoir été brièvement bhikkhu (moine bouddhiste) en Thaïlande de 1967 à 1971 sous le nom de Ariyananda Bhikkhu, il a enseigné la religion à l’Université du Queensland jusqu’à son départ à la retraite.

## Vie monastique
Roderick Bucknell s'est intéressé pour la première fois sérieusement au bouddhisme au milieu des années 1960, lorsque, lors d'une visite en Thaïlande, il a été initié aux techniques de méditation vipassanā.

Après avoir passé un an dans divers centres de méditation et monastères thaïlandais, il a reçu l'ordination de bhikkhu (moine) sous la direction d'Ajahn Pannananda du monastère Wat Cholapratan Rangsarit.
Il s'est rapidement intéressé aux enseignements d'Ajahn Buddhadasa et, reconnaissant leur valeur potentielle pour les occidentaux, a commencé à traduire certaines de ses œuvres les plus importantes en anglais,.
Au cours des quatre années qu'il a passées dans la Sangha (1967-1971), il a traduit au total six ouvrages de longueur variable, généralement en étroite consultation avec Buddhadasa afin d'assurer l'exactitude du rendu des concepts clés.

## Carrière et activité savante
Roderick Bucknell a obtenu en 1987 un doctorat en linguistique chinoise.
Après son retour à la vie laïque, Roderick Bucknell a  continué de s'intéresser de près - tant sur le plan scientifique que pratique - aux enseignements d'Ajahn Buddhadasa et a publié plusieurs articles connexes dans des revues d'études religieuses.
Il est devenu chargé d'enseignement au Département d'études religieuses de l'Université du Queensland, en Australie, où il a travaillé pendant dix-huit ans avant de terminer sa carrière comme Professeur honoraire en études religieuses.

## Ouvrages
- (en) Roderick S. Bucknell et Yang Mu, Chinese-English Dictionary of Polyphonic Characters, Sinolingua, 1999 (ISBN 978-7800526343)
- (en) Sanskrit Manual : A quick-reference Guide to the phonology and grammar of Classical Sanskrit, Motilal Banarsidass, 1993 (ISBN 978-8120811881)
- (en) Roderick S. Bucknell et Martin Stuart-Fox, The Twilight Language : Explorations in Buddhist Meditation and Symbolism, Routledge, 1995 (ISBN 978-0700702343)
- (en) Sanskrit Manual, Motilal Banarsidass, 2004 (ASIN B003DXXWCY)
- (en) Roderick S. Bucknell et Chris Kang, The Meditative Way : Readings in the theory and practice of Buddhist meditation, Routledge, 1996 (ISBN 978-0700706778)
- (en) Reconstructing Early Buddhism, Cambridge University Press, 2022 (ISBN 978-1009236522)